# Классика Альп
Классика Альп (фр. Classique des Alpes) — ежегодная шоссейная однодневная классическая велогонка на горных велосипедах, проводившаяся с 1991 по 2004 год вокруг горного массива Шартрёз в южных Альпах французского департамента Савойя от Шамбери до Экс-ле-Бен. Велогонка проводилась за день до старта многодневной велогонки Критериум Дофине.
Велогонка входила в календарь Велошоссейного кубка Франции с 1992 по 2004 год.
После проведения велогонки 2004 года, её проведение для профессионалов отменено.
С 1995 года проводится одноимённая велогонка для юниоров, проведение которой продолжено после отмены велогонки для профессионалов.

## Победители среди профессионалов

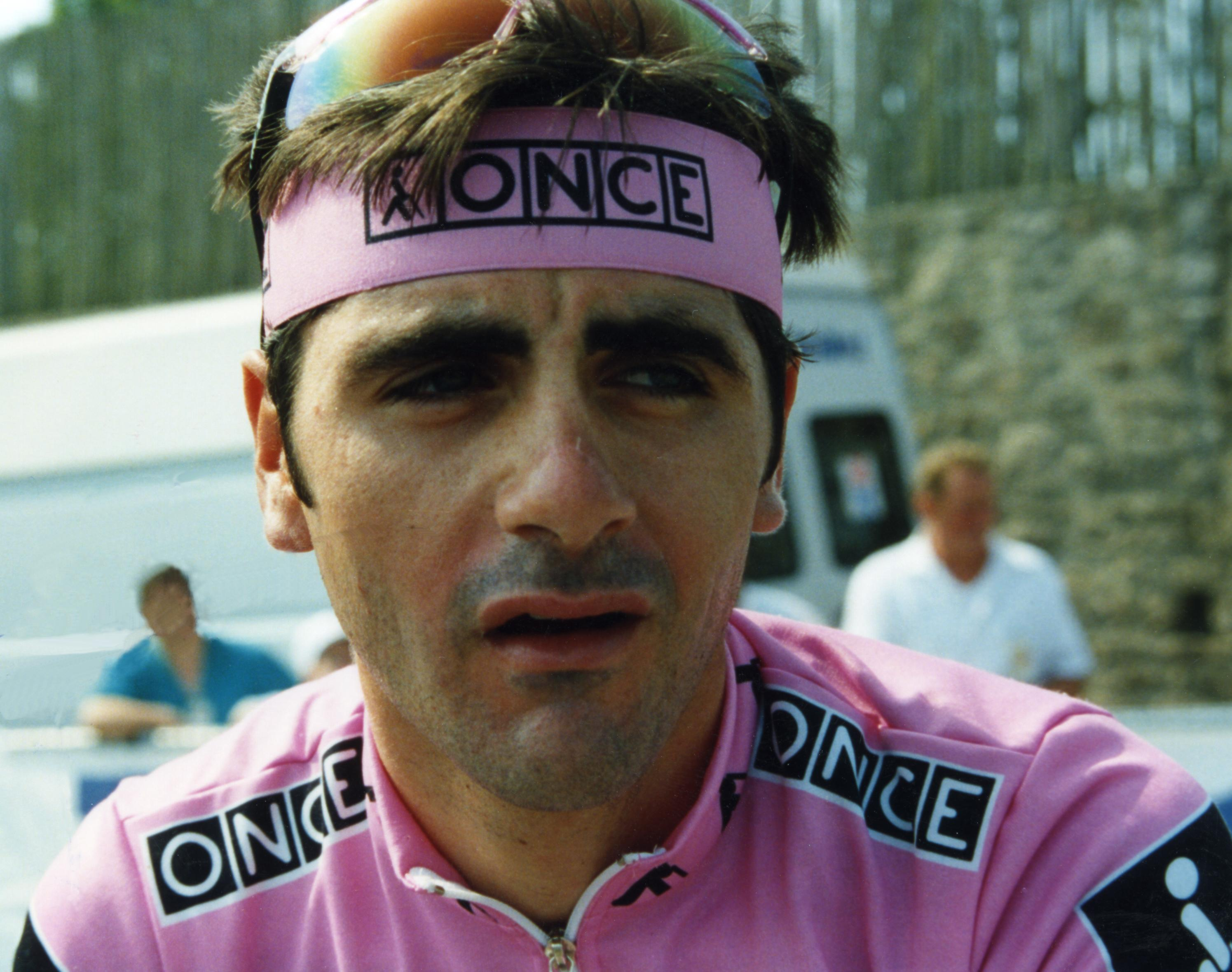
Лоран Жалабер (1993), победитель велогонки в 1996 и 1998 годах

| Год  | Победитель             | Второй               | Третий                |
| ---- | ---------------------- | -------------------- | --------------------- |
| 1991 | Шарли Мотте            | Роберт Миллар        | Люк Леблан            |
| 1992 | Жиль Делион            | Люк Леблан           | Dante Rezze           |
| 1993 | Эдди Боуманс           | Тьерри Клаверола     | Жан-Сирил Робин       |
| 1994 | Оливерио Ринкон        | Лоран Ру             | Ронан Пенсек          |
| 1995 | Ramón González Arrieta | Жерар Рю             | Ришар Виранк          |
| 1996 | Лоран Жалабер          | Люк Леблан           | Иньиго Куэста         |
| 1997 | Лоран Ру               | Лоран Мадуа          | Хосе Мария Хименес    |
| 1998 | Лоран Жалабер          | Франческо Казагранде | Бенойт Салмон         |
| 1999 | Унаи Оса               | Бенойт Салмон        | Давид Эчеваррия       |
| 2000 | Хосе Мария Хименес     | Фернандо Эскартин    | Лэнс Армстронг        |
| 2001 | Ибан Майо              | Лэнс Армстронг       | Павел Тонков          |
| 2002 | Сантьяго Ботеро        | Оскар Севилья        | Йорген Бо Петерсен    |
| 2003 | Франсиско Мансебо      | Бенойт Салмон        | Дэвид Миллар          |
| 2004 | Оскар Перейро          | Ибан Майо            | Хосе Энрике Гутьеррес |

### Победители среди профессионалов по странам
| Побед | Страна     |
| ----- | ---------- |
| 6     | Испания    |
| 5     | Франция    |
| 2     | Колумбия   |
| 1     | Нидерланды |